# Autoroute A41 (Francia)
La  A 41 , llamada La Alpina, es una autopista que une Grenoble con Ginebra, dividida en dos secciones, norte y sur, separadas por la  N 201  y la  A 43  en Chambéry. Puesta en servicio en 1981, a partir de diciembre de 2008 la autopista lleva a las puertas de Ginebra con un tramo nuevo, más corto.

## Características
- 2×2 vías (2×3) hacia Grenoble
- A41 Sur: longitud 51 km
- A41 Norte: longitud 77 km
- Áreas de servicio

## Historia
- 1968: tramo Grenoble-Crolles construido para los Juegos Olímpicos de Invierno de Grenoble, convertida en doble sentido, se circulaba entonces por el arcén.
- 1975: tramo Annecy-Rumilly
- 1977: tramo Chambéry-Annecy
- 1978: tramo Grenoble-Chambéry
- 1981: empalme con la  A 40  y la  A 401  (tramo corto que enlazaba la  A 40  con la  A 1  de Suiza).
- 2008: tramo Annecy-Ginebra directo (19,7 km de los cuales 3,1 km en un túnel, cuatro viaductos y 28 obras normales construido en 38 meses por 871,5 millones de euros), empalmando con la  A 401 , que desde entonces queda integrada en  A 41 ,[1] y que permite llegar desde Annecy al centro de Ginebra en 30 minutos por un peaje de 5,5 € (a 22/12/2008).

Este tramo se ha llamado LIANE (Liaison Annecy Nord Express), puesto en servicio el 22 de diciembre de 2008 a las 14:00h. Se espera un tránsito de 23.000 vehículos/día. El tramo que va desde la estación de peaje de Allonzier la Caille hasta la  A 40  se llama desde entonces  A 410 

## Recorrido

### TramoA 410
| Elemento | km  | Nombre de Salida (sentido Chambéry)/Ver de arriba-abajo | Número de Salida      | Nombre de Salida (sentido Ginebra)/Ver de abajo-arriba | Carretera que enlaza |
| -------- | --- | ------------------------------------------------------- | --------------------- | ------------------------------------------------------ | -------------------- |
|          | 0   | A 410 Annecy / Chambéry                                 |                       | Ginebra / Turín                                        | A 40                 |
|          | 6,5 | La Roche-sur-Foron                                      | 19 La Roche sur Foron | La Roche-sur-Foron                                     | D 1203               |
|          | 11  | Evires                                                  |                       | Eteaux                                                 |                      |
|          | 19  | Groisy                                                  |                       | Les Crêts Blancs                                       |                      |
|          | 23  | Allonzier la Caille                                     |                       | Allonzier la Caille                                    | A 41                 |

### A 41n, tramo Norte
| Elemento | km | Nombre de Salida (sentido Grenoble)/Ver de arriba-abajo | Número de Salida | Nombre de Salida (sentido Chambéry)/Ver de abajo-arriba | Carretera que enlaza |
| -------- | -- | ------------------------------------------------------- | ---------------- | ------------------------------------------------------- | -------------------- |
|          |    | Inicio A 401 (Integrada en la A 41 )                    |                  | continua por A 1 (Suiza) Ginebra                        |                      |
|          | 0  | París / Lyon / Turín Inicio A 41                        |                  | París / Lyon / Turín continua por A 401                 | A 40                 |
|          |    | Túnel de Mont Sion (3100 m)                             |                  | Túnel de Mont Sion (3100 m)                             |                      |
|          | 17 | Copponex                                                | 19               |                                                         |                      |
|          |    |                                                         |                  | Turín / Milán                                           | A 410                |
|          | 31 | peaje de Allonzier la Caille                            | 18               | peaje de Allonzier la Caille Cruseilles                 | D 114 D 1201         |
|          |    | Allonzier                                               |                  |                                                         |                      |
|          | 38 | Annecy-le-Vieux / Annecy norte                          | 17               | Annecy-le-Vieux / Annecy norte                          |                      |
|          | 43 | Annecy sur                                              | 16               | Annecy sur                                              |                      |
|          |    | Fontanelles                                             |                  | La Ripaille                                             |                      |
|          | 54 | Rumilly                                                 | 15               | Rumilly                                                 |                      |
|          |    | Albens                                                  |                  | Saint-Girod                                             |                      |
|          | 69 | Aix-les-Bains norte                                     | 14               | Aix-les-Bains norte                                     |                      |
|          |    | Drumettaz                                               |                  | Mouxy                                                   |                      |
|          | 76 | Aix-les-Bains sur                                       | 13               | Aix-les-Bains sur                                       |                      |
|          | 83 | sigue a Lyon por A 43                                   |                  | Chambéry                                                | N 201                |
|          |    | peaje de Chambéry-Norte                                 | en N 201         | peaje de Chambéry-Norte                                 |                      |

### A 41s, Tramo Sur
| Elemento | km    | Nombre de Salida (sentido Grenoble)/Ver de arriba-abajo | Número de Salida | Nombre de Salida (sentido Chambéry)/Ver de abajo-arriba  | Carretera que enlaza |
| -------- | ----- | ------------------------------------------------------- | ---------------- | -------------------------------------------------------- | -------------------- |
|          |       | A 43 E 70                                               |                  | sigue por N 201 Chambéry                                 |                      |
|          | 93    | Saint-Baldoph, Challes-les-Eaux, Myans                  | 20               | Saint-Baldoph, Challes-les-Eaux, Myans                   |                      |
|          | 93    | Le Granier                                              |                  | L'Abis                                                   |                      |
|          |       | Peaje de Chignin                                        |                  | Peaje de Chignin                                         |                      |
|          | 97    | Chignin, Les Marches                                    | 21               | Chignin, Les Marches                                     | D 1090               |
|          | 101   | Saint-Jean-de-Maurienne, Túnel de Fréjus                |                  | Saint-Jean-de-Maurienne, Túnel de Fréjus, sigue por A 43 | A 43 E 70            |
|          | 101   | Inicio A 41s , tramo Sur                                |                  | Final A 41s , tramo Sur, sigue por A 43                  |                      |
|          | 105   | Chapareillan                                            |                  | Les Marches                                              |                      |
|          | 108   | Pontcharra, La Rochette                                 | 22               | Pontcharra, La Rochette                                  | D 1090               |
|          | 118   | Le Touvet, Allevard                                     | 23               | Le Touvet, Allevard                                      | D 29                 |
|          | 120   | La Terrasse                                             |                  | Chonas                                                   |                      |
|          | 126,5 | Peaje de Crolles                                        |                  | Peaje de Crolles                                         |                      |
|          | 127   | Crolles, Froges, Villard-Bonnot                         | 24               | Crolles, Froges, Villard-Bonnot                          | D 10                 |
|          |       | Bois-Claret                                             |                  |                                                          |                      |
|          |       |                                                         |                  | St-Nazaire-les-Eymes                                     |                      |
|          | 128   | Crolles                                                 | 24a              |                                                          |                      |
|          | 128   |                                                         | 24b              | Brignoud                                                 |                      |
|          | 128   |                                                         | 24c              | Bernin                                                   | D 10                 |
|          | 132   | Villard-Bonnot                                          | 24.1             | Villard-Bonnot                                           | D 165                |
|          | 136   | Domène, Montbonnot, Saint-Ismier                        | 25               | Domène, Montbonnot, Saint-Ismier                         | D 11                 |
|          | 139   | Meylan Est                                              | 26               | Meylan Est                                               |                      |
|          |       | Rocade Sud de Grenoble                                  |                  | Rocade Sud de Grenoble                                   | N 87                 |
|          | 141   |                                                         | 27               | Meylan Mi-plaine, La Tronche Centre, Corenc              |                      |
|          |       | Fin A 41s , tramo Sur                                   |                  | Inicio A 41s , tramo Sur                                 |                      |

## Departamentos que recorre
La A 41 discurre por tres Departamentos. A continuación se listan las poblaciones y sitios turísticos próximos a la autopista.

### Alta Saboya
- Annecy
- Cruseilles
- Saint-Julien-en-Genevois
- La Roche-sur-Foron por la  A 410

### Saboya
- Chambéry
- Aix-les-Bains

### Isère
- Grenoble
- Saint-Ismier
- Crolles
- Le Touvet
- Pontcharra